# Lucrezia Barberini
Lucrezia Barberini (8 settembre 1632 – 24 agosto 1699) è stata una nobildonna italiana e, per matrimonio, duchessa di Modena e Reggio. Nata nella famiglia Barberini, fu l'ultima moglie di Francesco I d'Este.

## Biografia

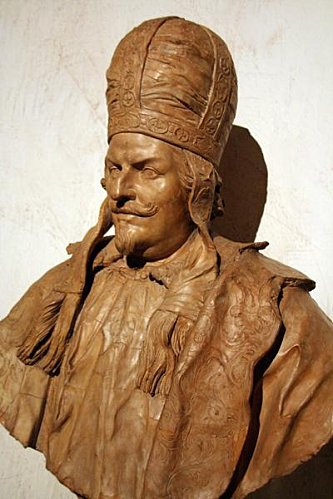
Taddeo Barberini in un busto di Bernardino Cametti.

### Infanzia
Nacque l'8 settembre 1632, quarta dei cinque figli di Taddeo Barberini, principe di Palestrina e di sua moglie Anna Colonna, figlia di Filippo Colonna, Principe di Paliano. Fu la sorella del principe Maffeo e del cardinale Carlo Barberini e la pronipote di papa Urbano VIII. Tra i suoi zii vi furono tre cardinali; Francesco Barberini, Antonio Barberini e Girolamo Colonna.
Suo cugino Lorenzo Onofrio Colonna, principe di Paliano, fu il marito di Maria Mancini; nipote del Primo Ministro francese il cardinale Giulio Mazzarino.

### Matrimonio

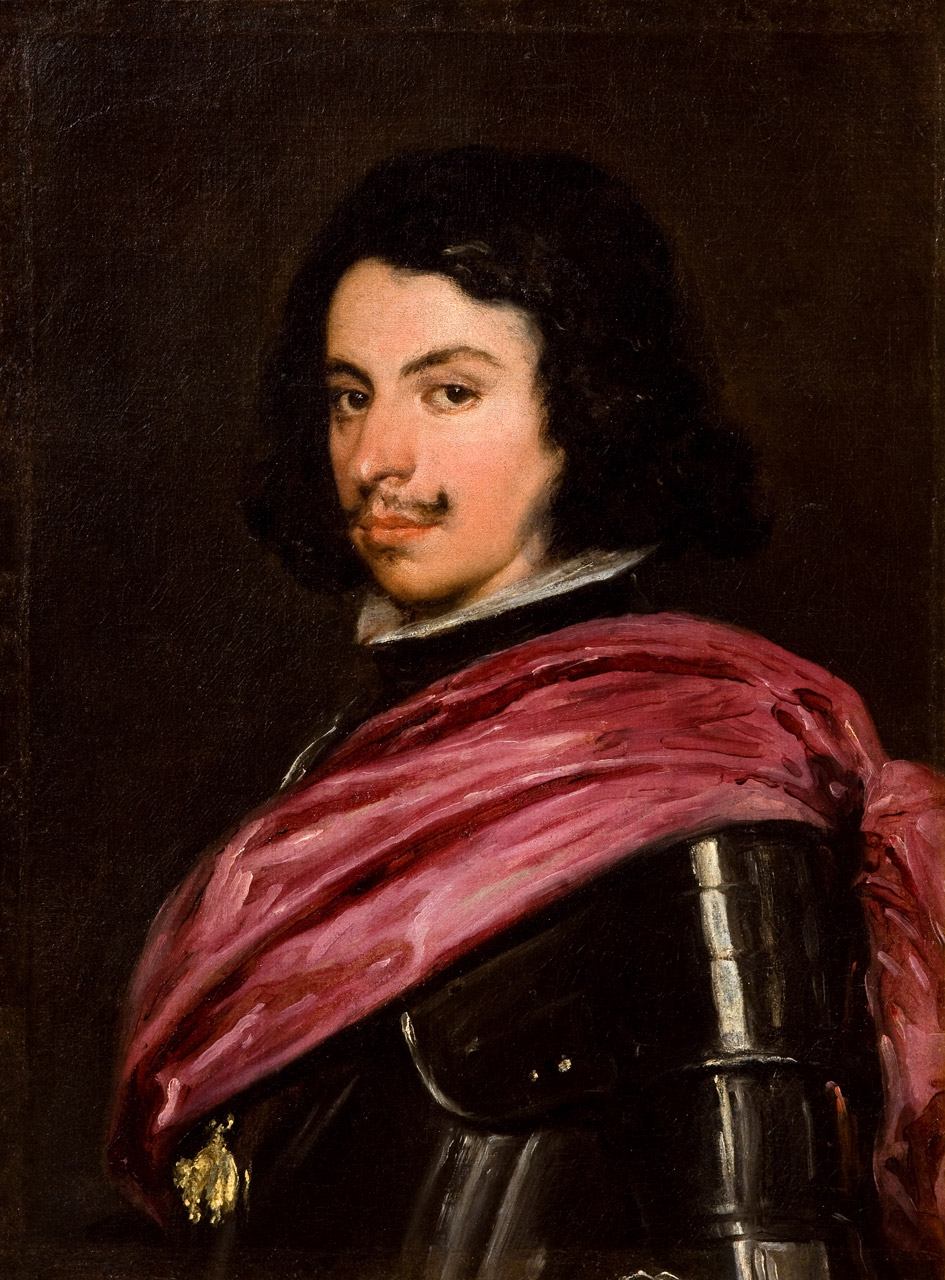
Ritratto di Francesco I d'Este di Velàzquez.

Malgrado una profonda e travagliata vocazione religiosa, il 14 ottobre 1654 sposò Francesco I d'Este, Duca di Modena a Loreto nella Basilica della Santa Casa. Per molti aspetti il matrimonio rappresentò una tregua, da tempo necessaria, tra la Casata d'Este e i Barberini schierati uno contro l'altro durante la Prima Guerra di Castro. Francesco aveva, in effetti, combattuto a fianco del padre contro le truppe di Taddeo Barberini.
Dal matrimonio nacque nel 1655 l'unico figlio Rinaldo.

### Vedovanza e ritiro in monastero
Vedova dal 1658, tentò più volte di assecondare la vocazione religiosa a lungo repressa; solo nel novembre 1683 fu autorizzata ad entrare nel monastero della SS. Incarnazione del Verbo Divino a Roma, fondato nel 1639 dal suo antenato Papa Urbano VIII; pur senza prendere i voti, assunse il nome di Felice Maddalena del Crocifisso Gesù.

### Rientro a corte

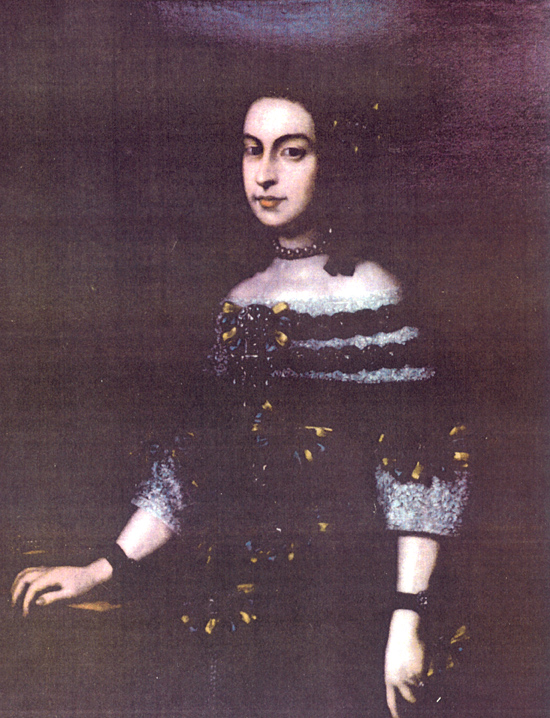
La duchessa Lucrezia ritratta da Pier Francesco Cittadini.

Nell'aprile 1695 fu richiamata a Modena dal figlio Rinaldo, divenuto duca di Modena e Reggio e in procinto di sposare Carlotta di Brunswick-Lüneburg. 
Qui Lucrezia morì il 24 agosto 1699.

## Ascendenza
|                                                      |                  |                                            | Genitori                                           |  |  | Nonni |  |  | Bisnonni          |  |  | Trisnonni       |  |
|                                                      |                  |                                            |                                                    |  |  |       |  |  | Antonio Barberini |  |  | Carlo Barberini |  |
|                                                      |                  |                                            |                                                    |  |  |       |  |  | Antonio Barberini |  |  | Carlo Barberini |  |
|                                                      |                  | Marietta Rustici                           |                                                    |  |  |       |  |  | Antonio Barberini |  |  |                 |  |
| Carlo Barberini, I duca di Monterotondo              |                  |                                            |                                                    |  |  |       |  |  | Antonio Barberini |  |  |                 |  |
|                                                      |                  | Camilla Barbadori                          | Gian Donato Barbadori                              |  |  |       |  |  |                   |  |  |                 |  |
|                                                      |                  | Camilla Barbadori                          | Gian Donato Barbadori                              |  |  |       |  |  |                   |  |  |                 |  |
|                                                      |                  | Camilla Barbadori                          | Nannina Cambi                                      |  |  |       |  |  |                   |  |  |                 |  |
| Taddeo Barberini, I principe di Palestrina           |                  | Camilla Barbadori                          |                                                    |  |  |       |  |  |                   |  |  |                 |  |
|                                                      |                  | Vincenzo Magalotti                         | …                                                  |  |  |       |  |  |                   |  |  |                 |  |
|                                                      |                  | Vincenzo Magalotti                         | …                                                  |  |  |       |  |  |                   |  |  |                 |  |
|                                                      |                  | Vincenzo Magalotti                         | …                                                  |  |  |       |  |  |                   |  |  |                 |  |
| Costanza Magalotti                                   |                  | Vincenzo Magalotti                         |                                                    |  |  |       |  |  |                   |  |  |                 |  |
|                                                      |                  | Clarice Capponi                            | …                                                  |  |  |       |  |  |                   |  |  |                 |  |
|                                                      |                  | Clarice Capponi                            | …                                                  |  |  |       |  |  |                   |  |  |                 |  |
|                                                      |                  | Clarice Capponi                            | …                                                  |  |  |       |  |  |                   |  |  |                 |  |
| Lucrezia Barberini                                   |                  | Clarice Capponi                            |                                                    |  |  |       |  |  |                   |  |  |                 |  |
|                                                      | Fabrizio Colonna | Marcantonio Colonna, I duca di Tagliacozzo |                                                    |  |  |       |  |  |                   |  |  |                 |  |
|                                                      | Fabrizio Colonna | Marcantonio Colonna, I duca di Tagliacozzo |                                                    |  |  |       |  |  |                   |  |  |                 |  |
|                                                      | Fabrizio Colonna | Felice Orsini di Bracciano                 |                                                    |  |  |       |  |  |                   |  |  |                 |  |
| Filippo I Colonna di Paliano, IV principe di Paliano | Fabrizio Colonna |                                            |                                                    |  |  |       |  |  |                   |  |  |                 |  |
|                                                      |                  | Anna Borromeo                              | Giberto II Borromeo, VII conte di Arona            |  |  |       |  |  |                   |  |  |                 |  |
|                                                      |                  | Anna Borromeo                              | Giberto II Borromeo, VII conte di Arona            |  |  |       |  |  |                   |  |  |                 |  |
|                                                      |                  | Anna Borromeo                              | Margherita Medici di Marignano                     |  |  |       |  |  |                   |  |  |                 |  |
| Anna Colonna                                         |                  | Anna Borromeo                              |                                                    |  |  |       |  |  |                   |  |  |                 |  |
|                                                      |                  | Geronimo Tomacelli, signore di Galatro     | Silvestro Tomacelli, signore di Cerro ed Acquaviva |  |  |       |  |  |                   |  |  |                 |  |
|                                                      |                  | Geronimo Tomacelli, signore di Galatro     | Silvestro Tomacelli, signore di Cerro ed Acquaviva |  |  |       |  |  |                   |  |  |                 |  |
|                                                      |                  | Geronimo Tomacelli, signore di Galatro     | Barbara Brisac                                     |  |  |       |  |  |                   |  |  |                 |  |
| Lucrezia Tomacelli                                   |                  | Geronimo Tomacelli, signore di Galatro     |                                                    |  |  |       |  |  |                   |  |  |                 |  |
|                                                      |                  | Ippolita Ruffo                             | Paolo Ruffo, VI conte di Sinopoli                  |  |  |       |  |  |                   |  |  |                 |  |
|                                                      |                  | Ippolita Ruffo                             | Paolo Ruffo, VI conte di Sinopoli                  |  |  |       |  |  |                   |  |  |                 |  |
|                                                      |                  | Ippolita Ruffo                             | …                                                  |  |  |       |  |  |                   |  |  |                 |  |
|                                                      |                  | Ippolita Ruffo                             |                                                    |  |  |       |  |  |                   |  |  |                 |  |